# Tom Wilson
Thomas Blanchard Wilson Jr. (25 de março de 1931 - 06 de setembro de 1978) foi um produtor musical americano mais conhecido por seu trabalho na década de 60 com Bob Dylan, Frank Zappa, Simon & Garfunkel e os Velvet Underground.

## Biografia
Wilson nasceu em 1931, filho de Tom and Fannie Wilson. Ele cresceu em Waco, Texas. Formou-se em Harvard, onde adquiriu um empréstimo de 900 dólares para criar a Transition Records, com um objetivo em mente de montar uma gravadora e trabalhar com os músicos de jazz mais renomados de sua época.
Seu trabalho com a Transition Records o ajudou a obter um emprego com a United Artists Records em 1957. Ele passou a trabalhar como produtor de várias etiquetas de jazz, incluindo Savoy Records, para quem ele voltou a gravar Sun Ra em 1961.
Como produtor e funcionário da Columbia Records Wilson foi um dos 'parteiros' do folk-rock, produzindo três dos principais álbuns de Bob Dylan na década de 1960: The Times They Are a-Changin', Another Side of Bob Dylan, e Bringing It All Back Home, juntamente com o single de 1965, "Like a Rolling Stone". Wilson também produziu as últimos quatro faixas gravadas por Dylan para The Freewheelin' Bob Dylan, depois que ele substituiu John Hammond como produtor do cantor em 1963.
Wilson morreu de ataque do coração em Los Angeles, em 1978. Ele foi considerado um importante produtor (ao lado de seus contemporâneos Phil Spector, George Martin, Brian Wilson e Teo Macero) da década de 1960, por sua habilidade de "colocar as pessoas certas nos projetos certos".
Wilson deu uma contribuição importante para o som rock and roll de Dylan, produzindo suas primeiras gravações de rock em Bringing It All Back Home. Em uma entrevista em 1969 para a Rolling Stone, Jann Wenner perguntou: "Tem havido alguns artigos sobre Wilson e ele diz que ele é o único que lhe deu o som de rock and roll. Isso é verdade?" Dylan: "Ele disse isso? Bem, se é ele que disse ... [risos] mais poder a ele. [risos] Ele fez até um certo ponto. Isso é verdadeiro. Ele o fez. Ele tinha um som em mente".